# CeBeDeM
Het Belgisch Centrum voor Muziekdocumentatie (CeBeDeM) was een vereniging zonder winstoogmerk. Het centrum werd in 1951 opgericht om de werken van Belgische hedendaagse componisten van klassieke muziek te beschermen en te promoten. Ondanks een jaarlijkse subsidiëring van 300.000 euro, ging CeBeDeM in 2015 failliet.
Het CeBeDeM beschikte over een bibliotheek, een documentatiecentrum en een uitgave-, reproductie- en verkoopdienst. Het bibliotheekfonds bevatte meer dan 16.000 werken, en 2.000 hiervan zijn opgenomen in de uitgavecatalogus.

## Aansluiting
Het CeBeDeM bezat werken van 153 aangesloten componisten. De aansluiting was gratis, na onderzoek van het kandidaatsdossier door een aansluitingscomité.

## Medewerking
Het CeBeDeM werkte met name samen met SABAM, de Unie van Belgische Componisten, en was aangesloten bij IAML et IAMIC.